# 행동 (영화)
《행동》(Performance)은 영국에서 제작된 도널드 캠멜, 니콜라스 로에그 감독의 1970년 영화이다. 제임스 폭스 등이 주연으로 출연하였고 샌포드 라이버슨 등이 제작에 참여하였다.

## 출연

### 주연
- 제임스 폭스
- 믹 재거

### 조연
- 아니타 팔렌버그
- 미쉘 브레튼
- 존 빈든
- 스탠리 메도우즈
- 앨런 커스버트슨
- 앤서니 모튼
- 조니 섀넌
- 앤서니 발렌틴
- 케네스 콜리
- 존 스터랜드

## 기타
- 협력프로듀서: 데이비드 캠멜
- 미술: 존 클락